# Sega Space Harrier Hardware
Sega Space Harrier Hardware es una placa de arcade creada por Sega destinada a los salones arcade.

## Descripción
El Sega Space Harrier Hardware fue lanzada por Sega en 1985.
Posee dos procesadores MC68000 @ 10 MHz. y tiene un procesador de sonido Z80 trabajando a 4 MHz., en cuanto a los chips de sonido, hay dos configuraciones que se pueden aplicar dependiendo del juego.
En esta placa funcionaron 4 títulos.

## Especificaciones técnicas

### Procesador
- 2x MC68000 @ 10 MHz.

### Audio
- Z80 @ 4 MHz.

Chips de Sonido:
- - 1.ª Configuración: YM2151 @ 4 MHz & SegaPCM @ 15.625 kHz
  - 2.ª Configuración: YM2203 @ 4 MHz & SegaPCM @ 31.250 kHz

### Video
- Resolución: 320 x 224

## Lista de videojuegos
- Enduro Racer
- Hang-On
- Space Harrier
- Super Hang-On